# جو بول
جو بول (بالإنجليزية: Joe Poole)‏ (25 مايو 1923 بهدرسفيلد في المملكة المتحدة - 1990) هو لاعب كرة قدم بريطاني (وحمل سابقاً جنسية المملكة المتحدة لبريطانيا العظمى وأيرلندا) في مركز الهجوم. لعب مع برادفورد سيتي وهدرسفيلد تاون.